# Niels Henrik Abel
Niels Henrik Abel, norveški matematik, * 5. avgust 1802, Nedstrand pri Finnoyi, pokrajina Rogaland, Norveška, † 6. april 1829, Froland pri Arendalu, Norveška.

## Življenje
Abelovo življenje se je začelo in končalo z revščino. Bil je sin norveškega vaškega duhovnika. Njegov oče, Søren Georg Abel, je imel diplomo iz teologije in psihologije, stari oče pa je bil dejaven protestantski minister v Gjerstadu pri Risørju.  Njegovo kratko življenje je bilo skoraj tako tragično kot Galoisovo. Po smrti starega očeta je njegov oče postal minister v Gjerstadu. Leta 1815 je začel obiskovati stolnično šolo v Kristianiji (takratnem Oslu). Tedaj je ekonomska kriza na Norveškem zajela njegovo družino. Najprej je bil v šoli nezadovoljen. Vse se je spremnilo, ko je leta 1817 postal profesor matematike Holmboe. Holmboe je uvidel Abelov dar za matematiko in ga vzpodbudil, da se je začel učiti matematiko z univerzitetne stopnje. Ko je leta 1820 umrl Abelov oče, je bila družina prepuščena težkemu preživetju. Holmboe je podprl Abela s štipendijo, da je lahko ostal v šoli in si pri prijateljih sposodil denar, da mu je lahko omogočil vpis na Friderikovo univerzo v Kristianiji. Leta 1821 se je tako vpisal na univerzo. Tam je kot študent nekaj časa mislil, da je rešil enačbo pete stopnje, a je svojo napako popravil v brošuri, ki je izšla leta 1824. To je znani članek, v katerem je dokazal, da se splošna algebrska enačba pete stopnje:
{\displaystyle a_{5}x^{5}+a_{4}x^{4}+a_{3}x^{3}+a_{2}x^{2}+a_{1}x+a_{0}=0\!\,}
ne da rešiti z radikali, problem, ki je izzival matematike od časov Bombellija in Vieta. Dokaz, ki ga je leta 1799 navedel Ruffini, se je zdel Poissonu in drugim matematikom preveč nedoločen (glej Abel-Ruffinijev izrek). Abel je diplomiral leta 1822. 
Po obisku Degna in drugih matematikov v Københavnu je zaprosil za denarno pomoč, da bi lahko obiskal najboljše matematike v Nemčiji in Franciji. Namesto tega je dobil sredstva, da je lahko dve leti ostal v Kristianiji. V tem času se je učil nemščine in francoščine in leta 1824 objavil svoj prvi članek Razprava o algebrskih enačbah, v kateri je dokazana nezmožnost reševanja splošne enačbe pete stopnje (Mémoire sur les équations algébriques ou on démontre l'impossibilité de la résolution de l'équation générale du cinquième degré). Večina matematikov se je spraševala 'kakšna je rešitev', Abel pa se je pri tem vprašal 'ali rešitev obstaja'. Leta 1823 je dokazal nezmožnost rešitve splošne enačbe pete stopnje. Njegova razprava je bila težko razumljiva, delno tudi zaradi varčevanja z denarjem pri tiskanju. Podrobnejši dokaz je izšel leta 1826 v prvem zvezku Crelleove revije. Abel je leta 1825 dobil vladno štipendijo, ki mu je omogočila, da je dve leti potoval v Berlin, Italijo in Pariz. Med potovanjem je obiskal Schumacherja v Altoni. Šest mesecev je preživel v Berlinu, kjer je spoznal Crellea, ki se je pripravljal na izdajanje svoje matematične revije. Abel je ta projekt toplo pozdravil in je bil tudi zaslužen, da je revija doživela uspeh. Iz Berlina je odšel v Freiburg kjer je raziskoval teorijo funkcij: eliptične, hipereliptične in nov razred funkcij, abelovske funkcije. Med potovanji je napisal več člankov iz uporabne matematike, o konvergenci vrst, Abelovih integralih in eliptičnih funkcijah.
V letu 1826 je odšel v Pariz in tu ostal deset mesecev. Tu se je srečal z vodilnimi francoskimi matematiki, vendar so ga slabo sprejeli, ker je bilo njegovo delo skoraj neznano. Pomanjkanje denarja ga je prisililo da se je vrnil v domovino. Leta 1828 je postal inštruktor na univerzi in vojaški šoli v Kristianiji. Mučili sta ga beda in tuberkuloza. Plahi in vase zaprti mladi matematik je navezal le malo osebnih stikov. Za božič 1828 je obiskal svojo zaročenko. Zdravstveno stanje se mu je za kratek čas poboljšalo, vendar je kmalu po božiču resno zbolel. Crelle je v tem času v Berlinu iskal službo zanj. Uspelo mu je zanj dobiti profesorsko mesto na Univerzi v Berlinu in mu je 8. aprila 1829 pisal. Bilo je prepozno, saj je Abel umrl dva dni prej. 

## Delo
Abelovi izreki v teoriji neskončnih vrst kažejo, da je tej teoriji lahko dal trdno osnovo. »Ali si lahko predstavljate kaj strašnejšega od trditve, da je 0 = 1n - 2n + 3n - 4n + ..., kjer je n naravno število?« je pisal prijatelju in nadaljeval: »V matematiki je komaj kje najti kako neskončno vrsto, katere vsota bi bila določena na popolnoma strog način.« (Pismo Holmboeju, 1826). Abel je pomemben zlasti s svojimi deli iz višje algebre, teorije grup, integralnega računa in iz teorije eliptičnih funkcij. Njegovo proučevanje eliptičnih funkcij je bilo kratko, a razburljivo tekmovanje z Jacobijem. Iz Gaussovih zasebnih zapiskov vidimo, da je Gauss že odkril, da obrat eliptičnih integralov vodi do enoličnih dvojno periodičnih funkcij, toda teh svojih zamisli ni nikoli objavil. Legendre, ki je eliptičnim integralom posvetil toliko truda, je to popolnoma spregledal in Abelova odkritja, ki jih je bral kot star mož, so nanj naredila globok vtis. Abel je imel srečo, da je našel novo znanstveno revijo, v kateri so radi objavljali njegove članke; v prvem zvezku revije Journal für die reine und angewandte Mathematik, ki jo je izdajal Crelle, je bilo nič manj kot pet Abelovih člankov. V drugem zvezku iz leta 1827 je izšel prvi del njegovih Recherches sur les fonktions elliptiques, kar pomeni začetek teorije dvojno periodičnih funkcij. Govorimo o Abelovi integralski enačbi in o Abelovem izreku vsote integralov algebrskih funkcij, ki vodi do Abelovih funkcij. Komutativne grupe imenujemo Abelove grupe, kar kaže kako zelo so bile Galoisove zamisli sorodne Abelovim. Pomemben razred transcendentnih funkcij se imenuje po njem; to so Abelove enačbe, grupe in telesa. Njegova dela so izšla šele 10 let po njegovi smrti leta 1839. Binomski izrek sta odkrila Newton in Euler, Abel pa ga je posplošil vključno z iracionalnimi in negativnimi eksponenti.
Legendre je o Abelu dejal: »kakšno glavo je imel mladi Norvežan!« Abelovo kratko življenje je prekinilo njegovo izjemno bistrost. Prevladujoče nejasnosti v analizi so z Abelom začele postajati jasnejše. Začeli so raziskovati na novih področjih in študij funkcij je matematikom omogočil nov zagon. Njegova dela, od katerih je večji del izšel v Crelleovi reviji, je uredil Holmboe in norveška vlada jih je objavila leta 1839. Leta 1881 je izšla razširjena izdaja, ki sta jo uredila Sylow in Lie. Mnogo matematičnih objektov je dobilo pridevnik abelovski.

## Priznanja

### Poimenovanja
Po njem se od leta 2002 imenuje Abelova nagrada, nagrada, ki bi jo radi v zadnjem času poistovetili z Nobelovo nagrado za doprinose na področju matematike, namesto dosedanje najimenitnejše Fieldsove medalje.
Po njem se imenuje udarni krater Abel na Luni.